# Oksana Fjodorova
Oksana Gennadjevna Fjodorova (ryska: Оксана Геннадьевна Фёдорова), gift Borodina (Бородина), född 17 december 1977, blev Miss Universum 2002, men förlorade titeln på grund av att hon inte orkade genomföra alla åtaganden som hon var tvungen att utföra enligt reglerna från Miss Universe-organization. Efterträdare blev tvåan Miss Panama. Efter tävlingsvinsten har hon bland annat arbetat som programledare i rysk TV.